# Cripples, Bastards, and Broken Things
«Cripples, Bastards, and Broken Things» es el cuarto episodio de la serie de televisión de fantasía medieval Juego de tronos, de la cadena HBO. Tiene una duración de 56 minutos y se transmitió por primera vez el 8 de mayo de 2011. Fue escrito por Bryan Cogman, y dirigido por Brian Kirk.
La trama gira en torno a la investigación de Eddard Stark sobre la repentina muerte de su predecesor, Jon Arryn, ex Mano del Rey. Mientras tanto, Jon Nieve defiende a un nuevo recluta en el Muro, Samwell Tarly, y Viserys comienza a frustrarse cada vez más luego de que la horda dothraki llega a Vaes Dothrak.
El título proviene de una cita hallada en el libro original y mantenida en el guion del episodio, la cual es pronunciada por Tyrion Lannister una vez que éste decide ayudar inesperadamente a Bran Stark al proporcionarle un diseño para una silla de montar que le haría volver a cabalgar poco después: «Tengo un lugar sensible en mi corazón para tullidos y bastardos y cosas rotas».

## Argumento

### En Desembarco del Rey
Lord Eddard Stark (Sean Bean) comienza sus investigaciones en torno a la muerte de la Mano anterior. Tras preguntarle al Gran Maestre Pycelle (Julian Glover) quién lo atendió en sus últimos días, descubre que las últimas palabras de Jon Arryn habían sido «la semilla es fuerte», y que además había estado leyendo un libro titulado «Los linajes e historias de las grandes casas de los siete reinos».
Ayudado por Meñique (Aidan Gillen) y su círculo de espías, Ned obtiene dos pistas más sobre los últimos días de su predecesor. Una de ellas surge cuando acude a conversar con el aprendiz de un herrero que Arryn había visitado constantemente en sus últimos días y, debido a su semejanza con el rey Robert, deduce que es el hijo bastardo del rey. Asimismo, intenta obtener información del antiguo escudero de Jon, ahora convertido en caballero, pero éste es asesinado en una justa celebrada en el torneo en honor de Eddard. El responsable de este percance es Ser Gregor Clegane (Conan Stevens), también conocido como «la Montaña» debido a su imponente altura, un servidor de los Lannister y el hermano de Sandor Clegane conocido como «el Perro».

### Al otro lado del mar Angosto
La horda dothraki llega a la ciudad de Vaes Dothrak. Viserys (Harry Lloyd) está decepcionado, pues Khal Drogo (Jason Momoa) aún no le ha dado el poder de un ejército con el cual conquistar los siete reinos, tal como fue acordado cuando le vendió a Daenerys. Tras malinterpretar la invitación de su hermana Daenerys (Emilia Clarke) como una orden, enfurece y la golpea. No obstante, ella se levanta y se defiende amenazándolo con cortarle las manos si vuelve a golpearla. Más tarde, en una conversación con el caballero exiliado Jorah Mormont (Iain Glen), Daenerys deduce que Viserys no sería un buen rey y que, además, tampoco los llevaría de vuelta a su hogar en Poniente.

### En el Muro
La Guardia de la Noche recibe a Samwell Tarly (John Bradley), un nuevo recluta que rápidamente se vuelve el centro de las burlas de su maestro de armas Ser Alliser Thorne (Owen Teale), debido a su complexión robusta y a su cobardía y lentitud. Sam fue obligado por su padre a incorporarse a la guardia luego de desheredarlo al considerarlo indigno. Jon Nieve (Kit Harington) defiende a Sam y convence al resto de los reclutas de no maltratarlo, lo cual causa el enojo de Alliser, quien les advierte que cuando el invierno llegue no tendrán ninguna oportunidad de sobrevivir.

### En el Norte
Tyrion (Peter Dinklage) se detiene brevemente en Invernalia en su viaje de regreso a Desembarco del Rey, luego de su visita al Muro. Sin embargo, no es bienvenido por Robb Stark (Richard Madden), quien sospecha que los Lannister tienen algo que ver con la caída de Bran y el subsecuente intento de asesinato. En su visita, Tyrion le muestra al ahora tullido Bran, a manera de acto amable, los diseños de una silla de montar inédita que le permitirá volver a cabalgar algún día.
Más al sur, Tyrion y su pequeño grupo se detienen para pasar la noche en una posada en el camino real. Ahí, reconoce a Lady Catelyn Stark (Michelle Fairley), quien intentaba ocultarse de él. Debido a que su identidad es revelada, solicita la ayuda de los servidores de su padre en la posada para aprehender a Tyrion con miras a iniciar un juicio en su contra como presunto responsable de haber querido asesinar a Bran Stark.

## Producción

### Guion
«Tullidos, bastardos y cosas rotas» es el primer episodio de Juego de tronos que no fue escrito por los creadores y productores ejecutivos del programa, David Benioff y D.B. Weiss. En su lugar, Bryan Cogman se encargó del libreto, sobre la base de la novela original de George R. R. Martin.
Cogman había trabajado previamente en el episodio piloto de Juego de tronos como auxiliar de redacción, siendo contratado poco después como editor del libreto y «guardián del mito» del programa de manera no oficial. Su principal labor era hasta entonces escribir el desarrollo de los personajes y el contexto, asegurándose de que el argumento permaneciera consistente en cada capítulo. Benioff y Weiss le pidieron escribir un boceto pra el cuarto capítulo luego. Cogman pensó que se trataba de un simple acto protocolario de producción, y que su boceto sería luego mejorado por otro guionista mejor calificado, así que bajo esta idea fue que realizó el que se convertiría en el guion del cuarto episodio.
Los capítulos del libro que son tratados en este episodio son Bran IV (excepto por las primeras páginas que ya habían sido incorporadas en «Lord Nieve»), Jon IV, Daenerys IV, Eddard VI, Eddard V, Catelyn V, Sansa II. Entre las escenas creadas para el programa están las conversaciones entre Theon y Tyrion, Sansa y Septa Mordane, Doreah y Viserys, Jory Cassel y Jaime, Jon y Samwell y Eddard Stark y Cercei. A su vez, el personaje de Alliser Thorne es desarrollado más en la serie, con tal de explicar su dureza contra los nuevos reclutas del Muro, mientras que se atenuó el segmento del sueño de Bran (con el cual empieza el capítulo) a comparación de la novela.

### Reparto
En este episodio aparece por primera vez Samwell Tarly, el nuevo recluta de la Guardia de la Noche, descrito a sí mismo como un cobarde. El papel recayó en John Bradley, quien para entonces se acababa de graduar de la Manchester Metropolitan School of Theatre. La audición consistió en actuar el segmento donde Sam le explica a Jon cómo su padre lo obligó a unirse a la Guardia de la Noche. De acuerdo a George R. R. Martin, Bradley llevó a cabo «una actuación desgarradora».
El actor australiano Conan Stevens, con una altura de 2,14 metros, apareció asimismo por vez primera en Juego de tronos como el caballero gigante Gregor Clegane (conocido como «la Montaña»). Stevens había querido unirse a la producción desde que HBO comenzó a desarrollar el proyecto. Debido a que Gregor Clegane, el rol que él consideraba que era el más adecuado para él, no aparecía en el piloto, Stevens audicionó para el papel de Khal Drogo con la esperanza de que fuese así notado por el equipo de casting. No obstante, el papel de Drogo recayó en Jason Momoa, mientras que Stevens obtuvo finalmente el rol del hermano mayor de los Clegane.
Otros personajes recurrentes en Juego de tronos que aparecen en este episodio por primera vez son el de Dominic Carter como Janos Slynt, Jerome Flynn como el mercenario Bronn, y Joe Dempsie como Gendry, el aprendiz del herrero. A este último decidieron hacerlo más viejo en relación con los libros donde es más joven.

### Localizaciones

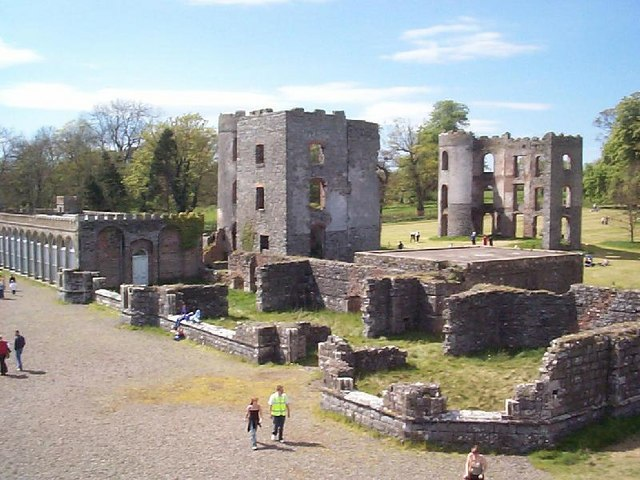
Las escenas del Torneo de la Mano se filmaron en los alrededores del Castillo de Shane.

El episodio se grabó enteramente en el estudio The Paint Hall de Belfast, y en una locación establecida en Irlanda del Norte. Las escenas que ocurren en el Castillo Negro continuaron grabándose en el extenso set construido en una mina abandonada de Magheramorne, mientras que los alrededores del Castillo de Shane en ruinas se usaron como locación del Torneo de la Mano. Finalmente, el área conocida como Sandy Brae, en la base de los Montes de Mourne, se utilizó para la entrada a Vaes Dothrak.

## Recepción

### Ratings
El episodio tuvo un total de 2,5 millones de espectadores en su transmisión original, con un ligero incremento respecto al anterior capítulo que alcanzó 2,4 millones. Incluyendo la repetición, el total de televidentes aumentó a 3,1 millones.
En Reino Unido, la cantidad de espectadores aumentó de forma significativa, de 510 000 del anterior episodio a 628 000.

### Crítica
«Tullidos, bastardos y cosas rotas» obtuvo buenas críticas en general. Todd VanDerWerff, de A.V. Club, le dio una clasificación de A-, mientras que Maureen Ryan, de AOL TV, la calificó con 70 de un total de 100.
VanDerWerff mencionó que éste había sido su episodio favorito de la serie hasta entonces, «una hora que de forma simultánea se siente más propulsiva y relajada que las pasadas tres emisiones». Además, detalló que la mejor parte había sido la exposición, con muchos monólogos sobre los personajes con tal de exponer sus motivaciones e historias. En su opinión, el episodio fue dirigido de forma talentosa y eficiente.
Respecto a las diferentes historias que tuvo el episodio, muchos críticos coincidieron en que las escenas del Muro son las mejores. Myles McNutt, de Cultural Learnings, escribió en su reseña que «la parte de Jon Nieve en el Muro es quizá mi locación favorita de aquellas introducidas originalmente en la serie, y lo es mucho más que las otras debido al buen trabajo hecho en este episodio»,
 mientras que Maureen Ryan mencionó que «las escenas están excepcionalmente bien actuadas y escritas. John Bradley es una gran adición como Samwell Tarley, y sigo muy impresionada con la actuación carismática de Kit Harington como Jon». Más allá de la actuación y el guion, ambos señalaron que una de las razones por las que las escenas de la Guardia de la Noche eran sus favoritas se debía a que es fácil conectarse como televidente con un grupo de nuevos reclutas formándose bajo el mando de un entrenador duro que intenta prepararlos para enfrentar un gran peligro.
Cabe añadirse que la escena con la que acaba el capítulo fue elogiada por Alan Sepinwall, de HitFix, quien destacó la actuación de Michelle Fairley como Catelyn cuando arresta de manera repentina a Tyrion.